# Hamburg@work
Hamburg@work ist eine Clusterinitiative für die MITT-Wirtschaft (Massenmedien, IT, Telekommunikation) mit Sitz in Hamburg. Die Initiative wurde 1997 als Public Private Partnership gegründet und wird getragen von der Freien und Hansestadt Hamburg sowie Unternehmen, die sich im Hamburg@work e.V. zusammengeschlossen haben. Von staatlicher Seite werden die Mitglieder durch die Hamburger Behörde für Wirtschaft und Arbeit (BWA) und die HWF Hamburgische Gesellschaft für Wirtschaftsförderung mbH unterstützt. Die Themenschwerpunkte von Hamburg@work spiegeln sich in den drei Aktionslinien der Bereiche Games (gamecity), Internet (webcity) und Neues Fernsehen (newTV) wider.
Ziel von Hamburg@work ist die Förderung der regionalen und überregionalen Zusammenarbeit der digitalen Wirtschaft unter Einbeziehung von Wissenschaft und Verwaltung. Hamburg@work bezeichnet sich selbst als erster Ansprechpartner bei allen Fragen zur digitalen Wirtschaft für Institutionen, Unternehmen und Öffentlichkeit in Hamburg.
Die Hauptaufgaben von Hamburg@work sind:
- Vernetzung von Unternehmen aus der IT- und der Medienwirtschaft untereinander, mit Anwenderunternehmen, Wissenschaft und Verwaltung
- Organisation regionaler und nationaler Fachveranstaltungen
- Initiierung von Kooperationen zur Entwicklung neuer Projekte
- Bereitstellung von Informationen für und über die Branche
- Vermittlung von Unternehmens- und Behördenkontakten
- Ansiedlungs- und Integrationsbetreuung
- StartUp- und Qualifikationsberatung
- Fördermittelberatung

Auf Messen, Kongressen und in Fachgruppen werden aktuelle Branchenthemen zielgruppenspezifisch diskutiert. Beispiele für nationale Veranstaltungen sind der Gemeinschaftsstand von Hamburg und Schleswig-Holstein auf der CeBIT 2007, das Speeddating auf dem IT-Recruiting Day auf der CeBIT 2008 oder die Hamburger IT-Strategietage.
Hamburg@work hat im August 2007 nach eigenen Angaben mehr als 2500 Mitglieder aus über 650 Unternehmen. Zu den Mitgliedern gehören neben Privatpersonen u. a. Medienhäuser wie Gruner + Jahr und Axel Springer AG, IT-Unternehmen wie Adobe Inc. und Intel sowie Telekommunikationsdienstleister wie Deutsche Telekom und HanseNet.
Hamburg@work ist Mitglied beim media.net berlinbrandenburg.